# Solieria eucerata
Solieria eucerata là một loài ruồi trong họ Tachinidae.